# Lobogenesis
Lobogenesis is een geslacht van vlinders van de familie bladrollers (Tortricidae), uit de onderfamilie Tortricinae.

## Soorten
- L. antiqua Brown
- L. magdalenana Brown
- L. peruviana Brown